# Promachus viridiventris
Promachus viridiventris là một loài ruồi trong họ Asilidae. Promachus viridiventris được Macquart miêu tả năm 1855. Loài này phân bố ở vùng Cổ Bắc giới và châu Á.